# جيروم إبستاين
جيروم إبستاين هو سياسي أمريكي، ولد في 15 مارس 1937. نشط حزبياً في الحزب الجمهوري. وقد انتخب عضو مجلس ولاية نيوجيرسي ‏.